# Mikey Lopez
Miguel A. «Mikey» Lopez, Jr.  (Mission, Texas; 20 de febrero de 1993) es un futbolista estadounidense. Se desempeña en la posición de centrocampista y su equipo actual es el Portland Hearts of Pine de la USL League One.

## Trayectoria
De 2013 a 2015 jugó en el Sporting Kansas City. El 17 de marzo de 2014 se fue a préstamo al Orlando City, donde jugó nueve partidos y realizó una asistencia. Antes de la temporada 2015 fue transferido en calidad de cedido al Oklahoma City Energy. Lopez regresó al Sporting Kansas City a mediados de ese año.
En enero de 2016 se anunció su fichaje por el New York City F. C. Jugó el partido contra Chicago Fire que finalizó en una derrota por marcador 4:3. Lopez entró al campo de juego al minuto 69 en reemplazo de Tony Taylor. En enero de 2018 fichó por el San Antonio F. C. Al término de la temporada, el 13 de noviembre de 2018 se anunció que Lopez fichó por el Birmingham Legion, y jugaría la primera temporada del club el año siguiente.

## Selección nacional
Lopez participó con la selección estadounidense sub-15 en 2008. Asimismo, ha representado al seleccionado en las categorías sub-18 y sub-20. Con esta última participó en la Copa Mundial de Fútbol Sub-20 de 2013 y en el Torneo Esperanzas de Toulon de ese mismo año.     

## Clubes
| Club                          | País           | Año           |
| ----------------------------- | -------------- | ------------- |
| Sporting Kansas City          | Estados Unidos | 2013-2014     |
| Orlando City (cedido)         | Estados Unidos | 2014          |
| Oklahoma City Energy (cedido) | Estados Unidos | 2015          |
| Sporting Kansas City          | Estados Unidos | 2015          |
| New York City F. C.           | Estados Unidos | 2016-2017     |
| San Antonio F. C.             | Estados Unidos | 2018          |
| Birmingham Legion             | Estados Unidos | 2019 - 2024   |
| Portland Hearts of Pine       | Estados Unidos | 2025-presente |